# Бул (Дром)
Бул (фр. Boulc) насеље је и општина у источној Француској у региону Рона-Алпи, у департману Дром која припада префектури Ди.
По подацима из 2011. године у општини је живело 130 становника, а густина насељености је износила 2,27 становника/km². Општина се простире на површини од 57,35 km². Налази се на средњој надморској висини од 801 метар (максималној 1.854 m, а минималној 623 m).

## Демографија
| 1962. | 1968. | 1975. | 1982. | 1990. | 1999. | 2011. |
| ----- | ----- | ----- | ----- | ----- | ----- | ----- |
| 66    | 107   | 126   | 104   | 74    | 101   | 130   |

График промене броја становника у току последњих година